# Linha 4 do Metrô de Caracas
A Linha 4: Capuchinos ↔ Zona Rental é uma das linhas em operação do Metrô de Caracas, inaugurada no dia 18 de julho de 2006. Estende-se por cerca de 5,5 km. A cor distintiva da linha é o amarelo.
Possui um total de 5 estações em operação, das quais todas são subterrâneas. As estações Capuchinos e Zona Rental possibilitam integração com outras linhas do Metrô de Caracas.
A linha é operada pela C. A. Metro de Caracas. Atende o município Libertador, que integra o Distrito Capital.

## Estações
| Nome           | Inauguração         | Município  | Integração | Posição     | Latitude      | Longitude     |
| -------------- | ------------------- | ---------- | ---------- | ----------- | ------------- | ------------- |
| Capuchinos     | 18 de julho de 2006 | Libertador |            | Subterrânea | 10° 29' 58" N | 66° 55' 30" O |
| Teatros        | 18 de julho de 2006 | Libertador | -          | Subterrânea | 10° 30' 04" N | 66° 55' 02" O |
| Nuevo Circo    | 18 de julho de 2006 | Libertador | -          | Subterrânea | 10° 30' 00" N | 66° 54' 32" O |
| Parque Central | 18 de julho de 2006 | Libertador | -          | Subterrânea | 10° 29' 54" N | 66° 53' 59" O |
| Zona Rental    | 18 de julho de 2006 | Libertador |            | Subterrânea | 10° 29' 41" N | 66° 52' 56" O |